# Josan (labdarúgó)
Josan (Crevillent, 1989. december 3. –) spanyol labdarúgó, az Elche csatárja.

## Pályafutása
Josan a spanyolországi Crevillent városában született. Az ifjúsági pályafutását a Crevillente csapatában kezdte, majd az Elche akadémiájánál folytatta.
2009-ben mutatkozott be a Horadada felnőtt keretében. 2010 és 2017 között a Villajoyosa, a Crevillente, a La Hoya Lorca, a Granada, a Huesca, az Alcorcón, az UCAM Murcia és az Albacete csapatát erősítette. 2018. január 1-jén a harmadosztályú Elchéhez igazolt. A 2017–18-as szezonban a másodosztályba, majd 2019–20-as szezonban még az első osztályba is feljutottak. Először a 2020. szeptember 26-ai, Real Sociedad ellen 3–0-ra elvesztett mérkőzésen lépett pályára. Első gólját 2020. október 23-án, a Valencia ellen hazai pályán 2–1-es győzelemmel zárult találkozón szerezte meg.

## Statisztikák
2022. december 20. szerint
| Klub     | Szezon   | Osztály            | Bajnokság | Bajnokság | Kupa és Ligakupa | Kupa és Ligakupa | Nemzetközi | Nemzetközi | Összesen | Összesen |
| Klub     | Szezon   | Osztály            | Meccs     | Gól       | Meccs            | Gól              | Meccs      | Gól        | Meccs    | Gól      |
| -------- | -------- | ------------------ | --------- | --------- | ---------------- | ---------------- | ---------- | ---------- | -------- | -------- |
| Elche    | 2017–18  | Segunda División B | 19        | 0         | 0                | 0                | —          | —          | 19       | 0        |
| Elche    | 2018–19  | Segunda División   | 31        | 3         | 2                | 0                | —          | —          | 33       | 3        |
| Elche    | 2019–20  | Segunda División   | 42        | 1         | 2                | 0                | —          | —          | 44       | 1        |
| Elche    | 2020–21  | La Liga            | 33        | 4         | 2                | 0                | —          | —          | 35       | 4        |
| Elche    | 2021–22  | La Liga            | 31        | 2         | 3                | 0                | —          | —          | 34       | 2        |
| Elche    | 2022–23  | La Liga            | 12        | 1         | 2                | 0                | —          | —          | 14       | 1        |
| Összesen | Összesen | Összesen           | 168       | 11        | 11               | 0                | 0          | 0          | 179      | 11       |

## Sikerei, díjai
Elche
- Segunda División B
  - Feljutó (1): 2017–18

- Segunda División
  - Feljutó (1): 2019–20